# Test du rouge de méthyle
Le test du rouge de méthyle est un test utilisé pour mettre en évidence les voies fermentaires des entérobactéries (dégradation du pyruvate issu de la glycolyse). Il consiste en l'ajout de quelques gouttes de rouge de méthyle sur un bouillon Clark et Lubs après 48 h d'incubation. 

## Lecture

### Le milieu reste rouge
Le pH est acide (pH<4,4) car la bactérie étudiée dégrade le pyruvate par la voie des acides mixtes. Cette voie libère une grande quantité d'acides organiques dans le milieu ce qui abaisse suffisamment le pH pour que le métabolisme protidique ne l'élève pas en fin de période d'incubation. La bactérie est dite RM+.

### Le milieu vire au jaune
Le pH est basique (pH>6,2) car c'est la voie du butane-2,3-diol qui est utilisée. Elle libère suffisamment d'acides organiques pour qu'au bout de 24 heures d'incubation, le rouge de méthyle reste rouge (pH< 4,4) mais pas assez pour contrer la réalcalinisation du milieu due au métabolisme protidique. La bactérie est dite RM-. 
Cette voie de fermentation peut être mise en évidence par le test VP (réaction de Voges-Proskauer).